# Pseudyrias watsoni
Pseudyrias watsoni là một loài bướm đêm trong họ Noctuidae.